# Maria Kunegunda Wettyn
Maria Kunegunda Wettyn, pełne imię: Maria Kunigunde Dorothea Hedwig Franziska Xaveria Florentina Prinzessin von Polen, Litauen und zu Sachsen, (ur. 10 listopada 1740 w Warszawie, zm. 8 kwietnia 1826 w Dreźnie) – królewna polska i księżniczka saska, kanoniczka w opactwie Bilzen, opatka w Essen i Thorn w Limburgii, odznaczona orderami Gwiaździstego Krzyża i Królowej Marii Luizy.

## Życiorys

### Młodość
Maria Kunegunda była 15. (najmłodszym) dzieckiem elektora saskiego i króla Polski Augusta III i jego żony Marii Józefy.
Rodzice przywiązywali dużą wagę do edukacji swoich dzieci, w tym córek; Maria Kunegunda uczyła się łaciny, francuskiego, polskiego, filozofii, geografii, religii, rysunków, muzyki i tańca. Jako młoda dziewczyna grała w wystawianych na dworze operach i operetkach, m.in. śpiewała główną rolę w operze Leucippo Johanna Adolfa Hassego.

### Plany małżeńskie
Arcyksiążę Józef, późniejszy cesarz Józef II, po śmierci swojej żony Izabeli Marii Burbon-Parmeńskiej w 1763, nie zamierzał się powtórnie żenić. Następca tronu nie miał jednak męskiego potomka. Z tego powodu jego matka cesarzowa Maria Teresa naciskała na zawarcie nowego małżeństwa. Józef myślał początkowo o młodszej siostrze zmarłej żony Marii Ludwice, która jednak wkrótce zaręczyła się z infantem Karolem, późniejszym królem Hiszpanii Karolem IV Burbonem. Pragnienie Józefa zniweczyła odmowa Karola III zerwania zaręczyn syna.
W tej sytuacji cesarzowa i kancelaria dworska zaproponowały księżniczkę saską lub bawarską. W 1764 następca tronu wyjechał z Wiednia, aby zobaczyć narzeczoną. Dwór saski popierał tę koncepcję, gdyż była dla niego korzystna finansowo. Zorganizowano przyjęcie w Cieplicach. Jednak 15-letnia Maria Kunegunda nie wypowiedziała wówczas ani jednego rozsądnego słowa. Zniechęcony wstydliwością księżniczki arcyksiążę odjechał i wziął sobie za narzeczoną Marię Józefę, kuzynkę Marii Kunegundy, która w jego mniemaniu nie była piękna, ale pewna siebie.
Wiadomość o zachowaniu się księżniczki na spotkaniu w Czechach szybko rozeszła się po Europie i uniemożliwiła jej zawarcie małżeństwa.

### Wybór na opatkę
Celem Wettynów było zwiększenie swoich wpływów w północno-zachodniej części Świętego Cesarstwa Rzymskiego. Po zakończonych niepowodzeniem planach małżeńskich Marii Kunegundy, dwór drezdeński oczekiwał, że Wiedeń przyzna jej, jako odszkodowanie, godność opatki.
Problemem okazało się znalezienie odpowiedniego klasztoru. Maria Teresa zaproponowała godność koadiutora z prawem następstwa w klasztorze na Hradczanach. Dwór saski odrzucił tę propozycję, gdyż opactwo było podporządkowane Koronie Czeskiej, a nie bezpośrednio Cesarstwu i objęcie w nim urzędu przez saską księżniczkę byłoby dla niej ujmą. Już w 1766 Drezno skierowało swoją uwagę na opactwa Bilzen, Essen i Thorn.
W 1766 dwór saski usiłował uzyskać dla Marii Kunegundy opactwo w Bilzen. Dotychczasowa opatka Antoinetta von Eltz-Kempenich złożyła rezygnację, ale kapituła przeciwstawiła się żądaniom dworów saskiego i wiedeńskiego, stojąc na straży reguły. W imieniu kapituły Sofia von Stadion-Tannhaussen zażądała od Marii Kunegundy, oprócz wniosku, także wywodu przodków potwierdzonego przez dwóch elektorów, książąt lub hrabiów Rzeszy, przestrzegania obowiązku rezydencji i miejscowej reguły.
Dwór saski nie chciał zaakceptować tych warunków, mimo że nie wykraczały one poza przepisy stosowane w innych zakonach kanoniczek. Szczególnie żądanie dostarczenia wywodu przodków potraktowano jako afront. Ze starań jednak nie zrezygnowano. Udało się uzyskać papieską dyspensę od obowiązku rezydencji. Z pomocą przyszedł także cesarz Józef II, który zajął dobra zgromadzenia. W tej sytuacji kapituła zgodziła się przyjąć Marię Kunegundę w poczet kanoniczek.
W 1775 Maria Kunegunda została wybrana koadiutorką, z prawem następstwa opatki w Essen i Thorn – Franciszki Krystyny von Pfalz-Sulzbach (1696-1776). Wybór był jednogłośny, albowiem wcześniej dwory w Wiedniu i Dreźnie wypłaciły 45 000 guldenów głosującym kanoniczkom i kanonikom z Essen i Thorn.
Po śmierci starej i chorej Franciszki Krystyny von Pfalz-Sulzbach, Maria Kunegunda objęła 16 lipca 1776 urząd opatki w Essen i Thorn. Jako opatka zasiadała w Reichstagu z prawem głosu; przysługiwał jej także status księcia Rzeszy.

### Działalność

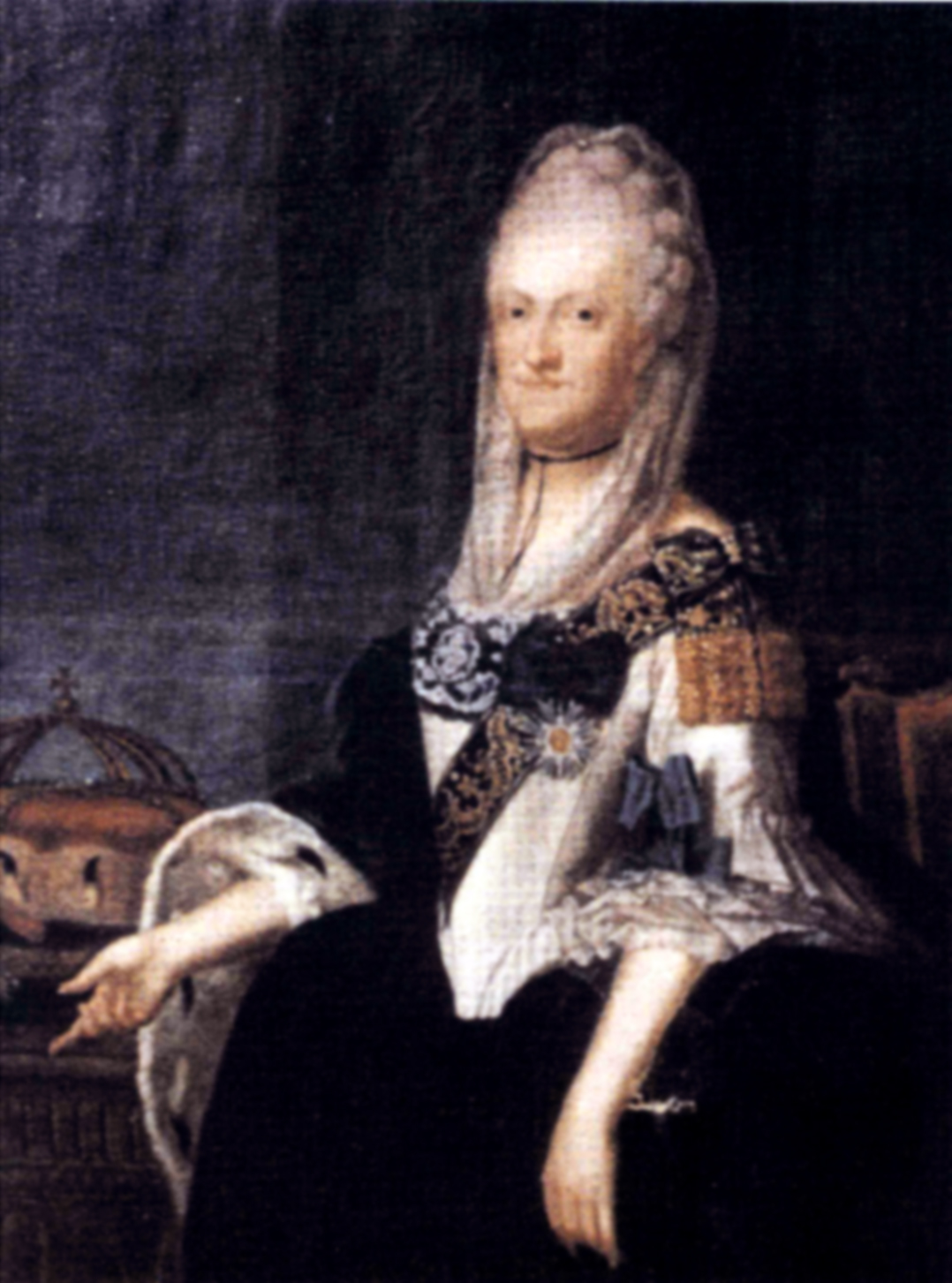
Maria Kunegunda jako opatka w Essen
i Thorn

Opactwo w Essen na początku rządów Marii Kunegundy było instytucją bardzo szacowną, ale niedostosowaną do życia dworskiego wzorowanego na Dreźnie, bądź na dworze brata opatki - Klemensa Wacława w Koblencji, gdzie Maria Kunegunda głównie mieszkała od 1769. Budynki opactwa były tak wilgotne, że wysłannik Wettynów, który nadzorował wybór opatki, nie chciał w nim nocować, a miasto opisywał jako bardzo małe i prowincjonalne, praktycznie bez życia kulturalnego, z drogami w katastrofalnym stanie. Maria Kunegunda uroczyście wjechała do Essen dopiero 8 października 1777, ale już następnego dnia wyjechała.
Maria Kunegunda była wpływową osobą na dworze swojego brata. Klemens Wacław niemal żadnej decyzji nie podejmował bez zasięgnięcia opinii siostry. Opatka miała wielki wpływ na politykę wewnętrzną. Rzadko bywała w opactwie, ale z oddali interesowała się swoimi posiadłościami. Z tego powodu, podobnie jak poprzedniczka, kilkakrotnie popadła w konflikt z kapitułą, ponieważ nie znała praw zwyczajowych opactwa, a jej doradca - Johann Jakob Schmitz, miał poglądy absolutystyczne, które kolidowały z prawami kapituły, stanów i miasta.
Reforma prawa w 1781 została wprowadzona bez przeszkód. Konflikt nasilił się w 1786, gdy stany pod przewodnictwem pierwszego z nich, czyli kanoniczek, wystąpiły do Sądu Rzeszy przeciw dekretowi opatki w sprawie lasów i polowań. Obie strony były świadome, że proces nie przyniesie trwałego rozwiązania. W 1792 Schmitz uzyskał profesurę na uniwersytecie w Bonn i opuścił Essen. W tym też roku Maria Kunegunda po raz ostatni odwiedziła Essen. W 1793 przedstawiciele opatki i stanów rozpoczęli rozmowy. Po długich rokowaniach, 17 września 1794 uzgodniono treść pierwszej, pisanej konstytucji opactwa, określającej prawa opatki i stanów oraz podzielono posiadłości klasztoru.
Maria Kunegunda wydała także zakaz spędzania płodu, zarządzenie regulujące działalność chirurgów i akuszerek. Ponadto opatka założyła szkołę dla dziewcząt i ograniczyła liczbę dni świątecznych. Jej poprzedniczka marnotrawiła majątek klasztoru i z tego powodu Maria Kunegunda spotkała się z opozycją kapituły wobec swoich planów budowlanych. Jej projekt przebudowy pałacu Borbeck nie został zrealizowany z powodu oporu stanów. Taki sam los spotkał plan budowy drogi pomiędzy pruskim hrabstwem Mark a miastem Wesel, która miała biec przez tereny należące do opactwa i poprawić komunikację na jego terenie. Maria Kunegunda wybudowała drogę z własnych środków.
Wraz z pruską okupacją, 3 sierpnia 1802 rozpoczęła się sekularyzacja opactwa. Maria Kunegunda straciła świeckie prawa polityczne, zachowując zwierzchnictwo duchowe. Na mocy układu z Królestwem Pruskim otrzymywała aż do śmierci 6500 talarów z dóbr opactwa w Essen.

### Kobieta interesu
Maria Kunegunda dobrze radziła sobie w interesach. Gdy stany odmówiły przyznania funduszy na budowę drogi z Mark do Wesel opatka zaciągnęła pożyczkę i sama sfinansowała inwestycję, a następnie pobierała opłaty za korzystanie z drogi, które przynosiły jej 1700 talarów rocznego dochodu. Droga jako własność prywatna nie podlegała sekularyzacji. W 1803 sprzedała drogę za 45000 talarów Królestwu Pruskiemu, które chciało mieć do drogi wszelkie prawa, albowiem droga z Mark do Wesel stanowiła najważniejsze połączenie na nowo przyłączonych terenach.
Maria Kunegunda była pionierką przemysłu ciężkiego w Zagłębiu Ruhry. W XVIII w. powstały tam pierwsze huty wykorzystujące rudę darniową. Opatka zainwestowała w kilka z nich własne środki. Kamera dworska założyła w 1789 stowarzyszenie, które 23 stycznia 1791 uzyskało zgodę na uruchomienie huty "Neu-Essen". Już w 1787 Maria Kunegunda była udziałowcem huty "Gute Hoffnung", natomiast w 1796 zakupiła hutę "St. Antony". Sprowadziła z Koblencji mistrza hutniczego - Gottloba Jacobi, który od 1799 był również współudziałowcem. Maria Kunegunda sprzedała swoje udziały w hutach 24 maja 1805 za 23 800 talarów braciom Haniel.

### Śmierć, pogrzeb i testament
Po sekularyzacji opactwa w Essen (opactwo Thorn zostało zlikwidowane już w 1795) Maria Kunegunda mieszkała u brata Klemensa Wacława, głównie w bawarskim Oberdorf. Gdy w 1812 zmarł Klemens Wacław, jeszcze przed pogrzebem opuściła Oberdorf i zamieszkała u swojego bratanka Fryderyka Augusta I.
Zmarła 8 kwietnia 1826 w Dreźnie i trzy dni później została pochowana w nowej krypcie w Kościele Dworskim.
W 1821 napisała testament, który został ponownie odkryty w Sächsisches Staatsarchiv w Dreźnie dopiero w 2001. Z testamentu wynika, że była opatka interesowała się swoimi dawnymi włościami. Poczyniła zapisy dla wielu osób, od najwyższego hofmistrza von Asbecka, poprzez jego sekretarza, kucharkę, zarządzającą ubraniami, kucharza dworskiego, lekarza Georga Brüninga, aż do stangreta. Legaty miał wypłacić główny spadkobierca, którym był jeden z bratanków Marii Kunegundy.